# Invaginazione
L'invaginazione (dal latino in+vagina, "guaina", quindi "inguainare") o intussuscezione (intus, "dentro", e suscipere, "accogliere") è una grave condizione patologica che colpisce alcuni distretti dell'apparato digerente.

Il termine indica la penetrazione di un segmento intestinale in quello immediatamente successivo, come può avvenire con un telescopio. Il tratto che migra viene detto intussusceptum, o "invaginato", mentre il segmento che accoglie la migrazione prende il nome di intussuscipiens.
Si possono distinguere in semplici (ileo-ileali), doppie (ileo-ileo-coliche) e complicate (infartuate, perforate); in fredde (asintomatiche) o calde (sintomatiche), in neonati o in adulti.
Questa condizione è molto più frequente nei neonati rispetto agli adulti (92% dei casi), con un'incidenza di circa 1-4 casi su 1000 nati vivi, e si manifesta tra il VI e il IX mese di vita. Predilige il sesso maschile (3:2). È stato correlato al periodo centrale delle stagioni estiva e invernale, suggerendo un ruolo eziologico per il cambiamento della flora batterica intestinale; tra l'altro nei bambini non può essere reperita alcuna causa anatomica o patologica responsabile, cosa che fa definire la patologia idiopatica.
Negli adulti circa il 5% di tutte le occlusioni intestinali sono dovute a invaginazione.
Nel feto, invece, l'invaginazione intestinale con gangrena e riassorbimento della porzione invaginata è stata riconosciuta come causa possibile di atresia intestinale.

## Bambini
Il piccolo paziente è talora prostrato, non rispondente. Le feci sono tipicamente a gelatina di ribes, ricche di muco. L'addome è trattabile, il dolore intermittente, il vomito, all'inizio riflesso poi via via più marcato, è da ostruzione.
L'intussuscezione può essere ileocolica, ileociecocolica, ileocecale o, più rara e subdola perché sfugge all'indagine radiologica contrastografica, ileoileale.
Il trattamento è medico o cruento, a seconda del tempo intercorso tra inizio dell'invaginazione e diagnosi.
Il clisma opaco viene eseguito di routine con intento sia diagnostico che terapeutico. Ove questa manovra non abbia successo, intervento chirurgico con laparotomia e semplice riduzione manuale. Il mesentere dell'invaginato è compresso tra le pareti dell'intussuscezione, cosa che può comportare ischemia e necrosi del segmento. Quest'ultimo caso comporta resezione intestinale.

## Adulti
Invaginazioni idiopatiche si hanno solo in un 10% circa dei casi. Circa un quarto si verifica nell'immediato postoperatorio: il 20% è correlato alle linee di sutura, particolarmente nel colon-retto, il 30% è dovuto ad aderenze. Ma la maggior parte delle intussuscezioni si verificano in presenza di una neoplasia che ha funzione di punto di trazione.
La localizzazione più frequente è dove tratti di intestino mobili si continuano con tratti più fissi, perché retroperitoneali (giunzione ileocolica, dove si situa il 20% di tutti casi di invaginazione nell'adulto) o interessati da aderenza. L'intestino tenue è colpito nel 65% dei casi. Di questi, l'85% è di natura benigna, solo il 15% è maligno, in particolare si tratta di metastasi. Il 35% interessa il colon, dove la concentrazione di eziologie maligne sale al 60%, per la diversa distribuzione delle neoplasie maligne, più rare nel tenue. Il 30% si instaura su patologie di natura benigna, mentre il 10% è idiopatico. Nel 30% dei casi è coinvolta l'appendice vermiforme.
In generale una lesione è il punto di trazione su cui agisce la peristalsi che trascina con sé l'intestino adiacente nel segmento distale. La stasi venosa è il meccanismo di automantenimento dell'invaginazione, portando all'edema fino all'ipossia. La proliferazione batteria conduce poi a necrosi ischemica. Contemporaneamente il lume dell'invaginato si riduce fino a non consentire più il passaggio del contenuto intestinale.
Il quadro sintomatologico è a insorgenza graduale: chiusura dell'alvo, meteorismo, dolore addominale mal localizzato, prima intermittente, poi colico, poi continuo. Nausea, vomito. nel 25-45% dei casi è palpabile una massa addominale mobile.
La diagnosi è radiografica, con la contrastografia baritata o la TC, o con la ecografia. La riduzione è radiologica o chirurgica. Se localizzata al tenue, è obbligatoria la laparotomia. Anche nel colon a valle della flessura epatica (flessura di destra) si richiede la chirurgia per l'elevato rischio di malignità della lesione traente. In ogni caso è obbligatoria, a scopo bioptico, l'asportazione delle patologie benigne associate: appendicite, diverticolo di Meckel, aderenze.